# خاندان توکوگاوا یوشینوبو
خاندان توکوگاوا یوشینوبو (به ژاپنی: 徳川慶喜家, Tokugawa Yoshinobu-ke) در سال ۱۹۰۲ هنگامی که امپراتور میجی به توکوگاوا یوشینوبو، آخرین شوگون ژاپن اجازه داد تأسیس شد. این عنوان در سال ۱۹۴۷ رسماً منسوخ اعلام شد، اگرچه خانواده همچنان آن را تا زمان مرگ توکوگاوا یوشیتومو در سال ۲۰۱۷ حفظ کردند.